# Kees Manders

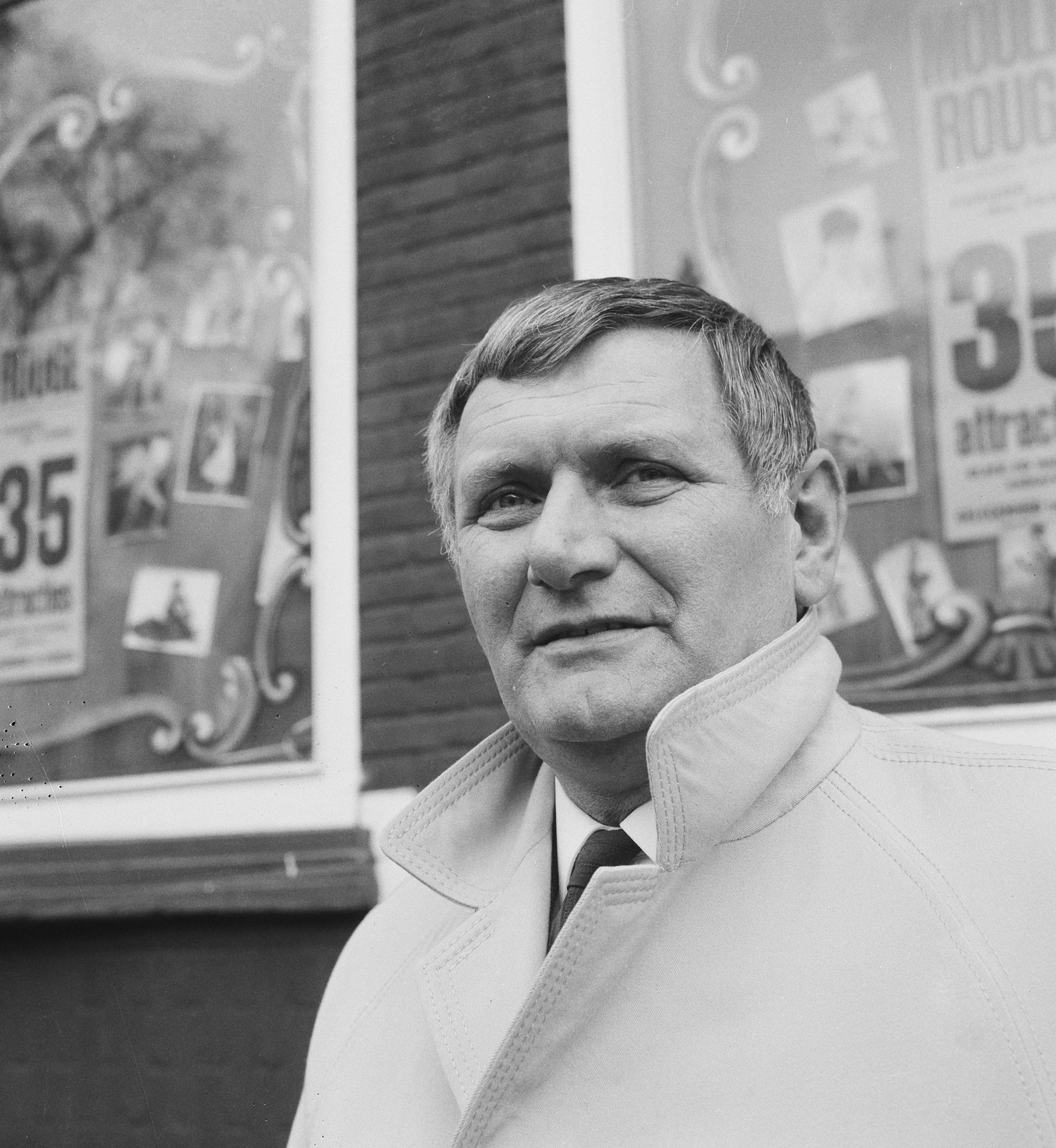
Kees Manders, 1965

Cornelis Petrus Antonius (Kees) Manders (Leiden, 16 oktober 1913 – Amsterdam, 21 maart 1979) was een Nederlands zanger, cabaretier en nachtclubeigenaar.
Hij was de oudere broer van Tom Manders (beter bekend als ‘Dorus’) en de grootvader van actrice Meriyem Manders. 

## Biografie
Manders was een zoon van stukadoor Cornelis Petrus Manders en Anna Geertruida Mathilda Kok. Hij werd zelf ook stukadoor, maar toen hij een baan had brak een staking uit, waarop hij van huis wegliep en met een vrachtrijder meereed naar Bolsward, waar hij begon als straatzanger. Hij trad regelmatig op kermissen en jaarmarkten op, en ook in cafés en kleinschalige cabarets was hij veelvuldig te zien. Manders werd gevraagd om voor Carré te werken. Al snel produceerde hij daar een groot aantal revues en variétéprogramma's; hij werkte zelf ook aan deze shows mee, als zanger en conferencier.
Na de Tweede Wereldoorlog werkte hij in België en Luxemburg bij de radio en maakte als zanger enige platen, waaronder het door hemzelf geschreven 'Hup, Hup, Hup, Al Weer Een Goaltje' (1949).

## Keizer van het Thorbeckeplein

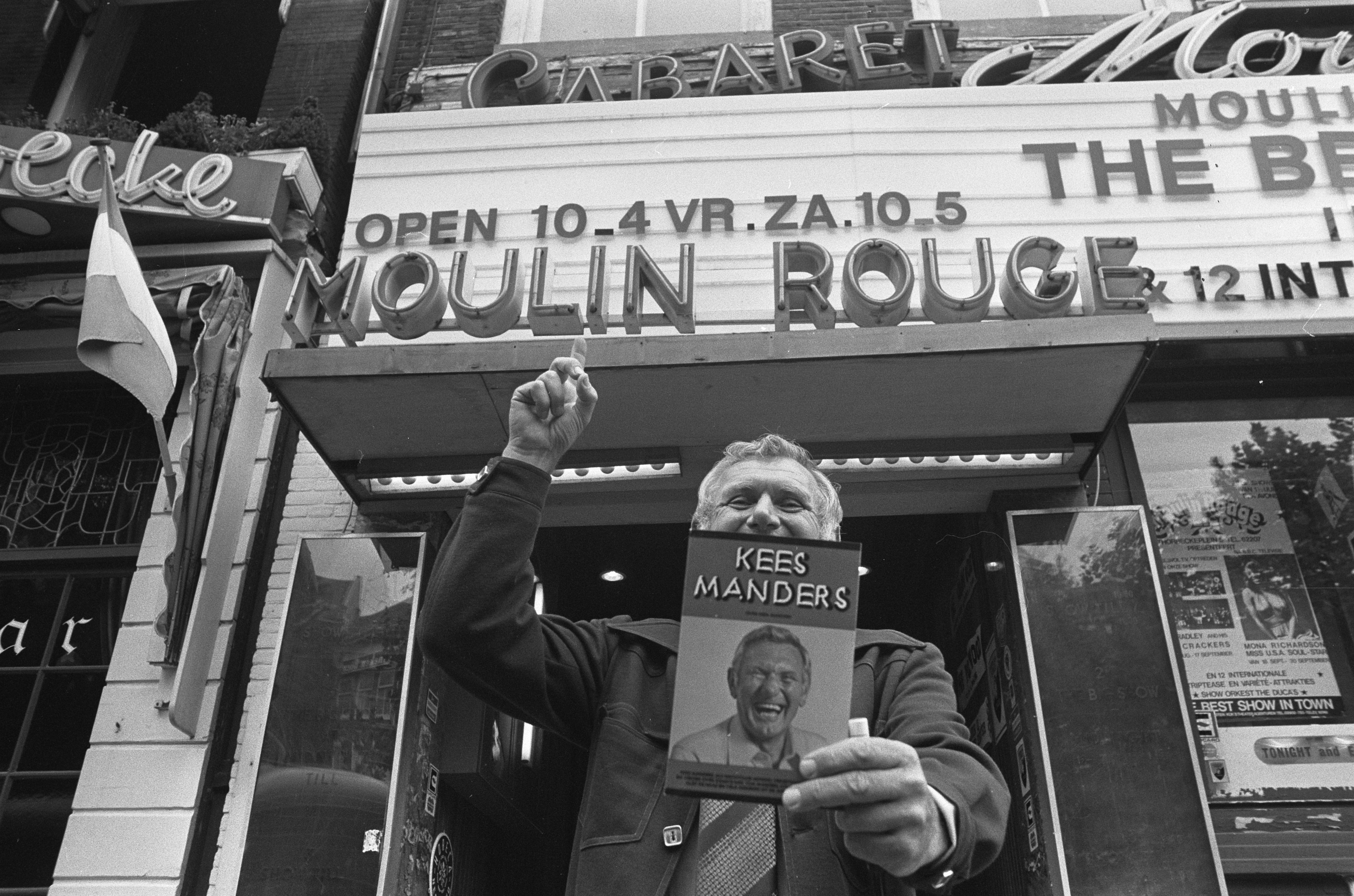
Kees Manders met autobiografie, voor zijn Moulin Rouge (1973)

Na zijn terugkeer in Nederland begon hij met het opzetten van een nachtclub. Al snel exploiteerde hij meerdere van dit soort clubs aan het Amsterdamse Thorbeckeplein, wat hem de bijnaam de 'Keizer van het Thorbeckeplein' opleverde. Manders maakte ook naam als schrijver van liedjes; hij schreef onder ander het nummer 'Amsterdam huilt (waar het eens heeft gelachen)', dat werd gezongen door Rika Jansen.
Jansen trad aanvankelijk op als acrobate in de revue van Manders, maar schakelde later over op zang. Als Zwarte Riek zong ze veel van Manders' liedjes. Ze kregen een relatie en woonden jarenlang samen, ook nadat Manders het eind jaren zestig rustiger aan moest doen na een hartinfarct, en in Fuengirola (Spanje) ging wonen. In 1974 gingen ze uit elkaar.
Manders had intussen zijn nachtclubs verkocht en was in 1970 korte tijd commercieel directeur van Radio Noordzee. Hij kwam toen in het nieuws omdat hij het zendschip MEBO II zou hebben willen kapen wegens een financieel geschil over 30 duizend gulden. Zelf ontkende hij dat er van een poging tot kapen sprake was geweest. Enkele dagen eerder had hij conservatoir beslag laten leggen op het bevoorradingsschip MEBO.
Hij legde zich meer en meer toe op schilderen, en verkocht in 1973 ruim honderd van zijn schilderijen ten bate van het Koninklijk Nederlands Geleidehonden Fonds. Ook de opbrengst van zijn autobiografie ging naar dit fonds. Om het gerucht te ontzenuwen dat hij niet de maker van de schilderijen zou zijn was hij op 14 augustus 1973 als kunstschilder te gast in Hier en Nu.
De laatste jaren van zijn leven werd Manders actief in de filmwereld; in 1977 produceerde hij de door zijn neef Tom Manders jr. geregisseerde speelfilm De Peetmoeder waarvoor hij zelf de liedjes en het scenario had geschreven. De film flopte, en twee al door Manders aangekondigde films werden niet gemaakt.
Manders overleed in maart 1979 op 65-jarige leeftijd in het Wilhelmina Gasthuis aan ruggenmergkanker.

## Brief

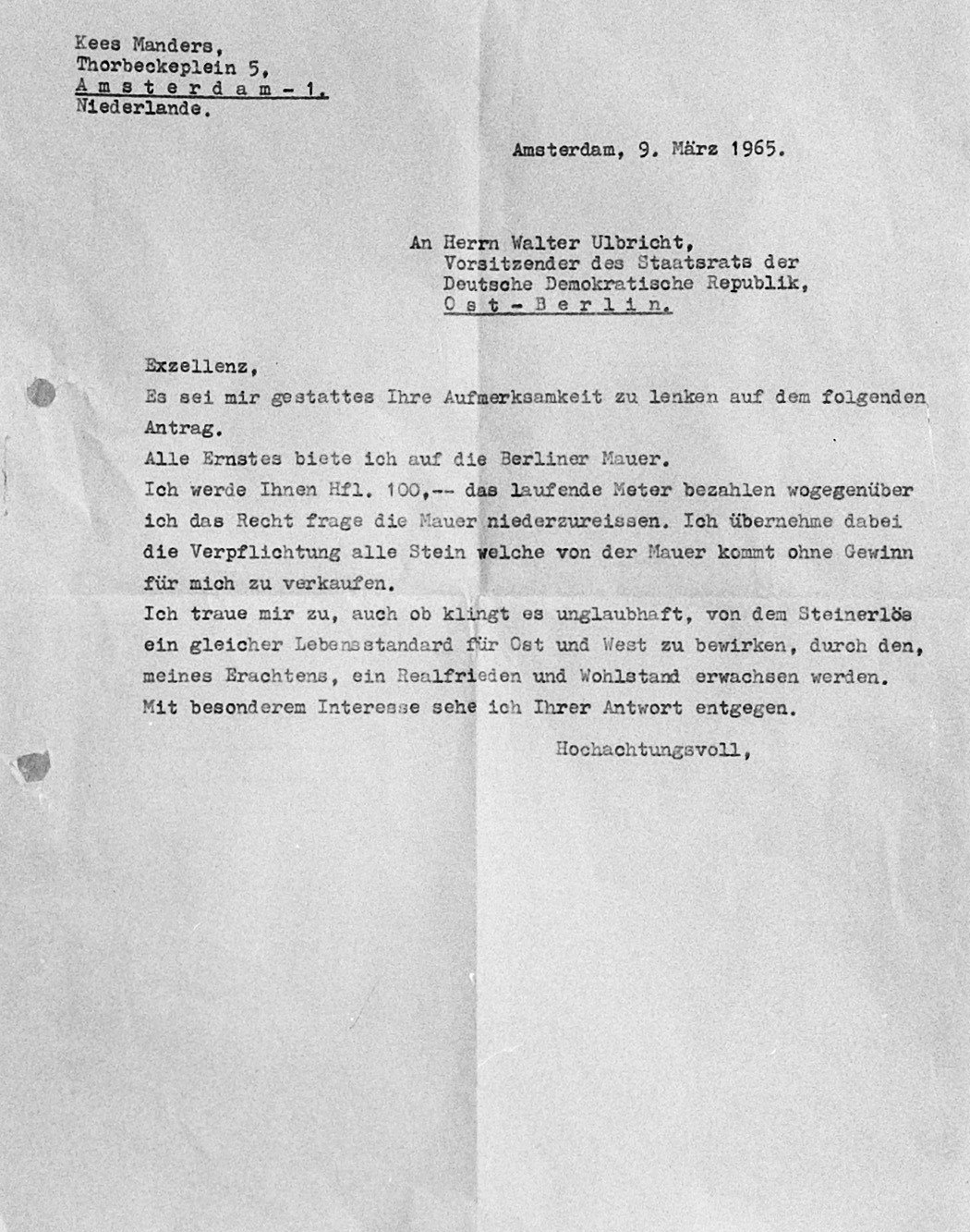
Brief van Kees Manders aan Walter Ulbricht

- Op 9 maart 1965 stuurde Manders een brief aan Walter Ulbricht, de voorzitter van de Staatsraad van de DDR, waarin hij deze meldde de Berlijnse Muur voor afbraak te willen kopen, voor 100 gulden per strekkende meter. Hij beloofde alle bij de afbraak vrijkomende stenen te zullen verkopen zonder winstoogmerk; het ging hem om vrede en een gelijke levensstandaard voor Oost en West. Manders zou een kopie van zijn brief aan de Russische minister-president Kosygin hebben gezonden.[10] Ulbricht ging niet op het aanbod in.